# Solefald
I Solefald sono una band avantgarde metal norvegese formata da Lars Are "Lazare" Nedland e Cornelius Jakhelln nell'agosto 1995, con Lars che cantava e suonava tastiere/sintetizzatore/pianoforte e la batteria, e Cornelius cantava e suonava la chitarra e il basso.
"Solefald" è una vecchia parola scandinava che significa tramonto, suggerita dal titolo di una pittura dell'artista norvegese Theodor Kittelsen.

## Discografia

### Album in studio
- 1997 – The Linear Scaffold
- 1999 – Neonism
- 2001 – Pills Against the Ageless Ills
- 2003 – In Harmonia Universali
- 2005 – Red for Fire: An Icelandic Odyssey Part I
- 2006 – Black for Death: An Icelandic Odyssey Part II
- 2010 – Norrøn livskunst
- 2014 – Norrønasongen: Kosmopolis Nord
- 2015 – World Metal: Kosmopolis Sud

### Demo
- 1996 – Jernlov

## Formazione

### Formazione attuale
- Cornelius Jakhelln (Sturmgeist) - voce, chitarra, basso, sampler - (1995-)
- Lars Are "Lazare" Nedland (Ásmegin, Age of Silence, Borknagar, ex-Carpathian Forest, Sturmgeist, ex-Grail, Böh, Vintersorg, Winds, Darling Divine) - voce, pianoforte, tastiere, sintetizzatore, organo, batteria - (1995-)

### Ex componenti
- John Erik Jacobsen alias Didrik von PanzerDanzer (Sturmgeist) - seconda chitarra nei live - (1998)
- Jens-Petter Sandvik - basso nei live - (1998)
- Tarald Lie - batteria nei live - (1998)
- Silje Ulvevadet Dæhli - violini in Pills - (2001)
- Kjetil Selvik - sassofono in In Harmonia e Red For Fire - (2003, 2005)
- Kristian Krüger, Kjetil Selvik e Sigurd Høye - cori in In Harmonia - (2003)
- Aggie Frost Peterson - voce Red For Fire - (2005)
- Jörmundur Ingi - Parlato in Red For Fire - (2005)
- Sareeta (Ásmegin, Ram-Zet) - violino in Red For Fire e Black For Death - (2005, 2006)
- Live Julianne Kostøl - violoncello in Red For Fire e Black For Death - (2005, 2006)
- Kristoffer Rygg alias Garm alias Trickster G (Ulver, Head Control System, ex-Arcturus, ex-Borknagar) - voce in Black For Death - (2006)